# Zastava Uskršnjeg otoka
Zastava Uskršnjeg otoka sastoji se od bijelog polja na kojem se nalazi crveni "rei miro" - ukras s Uskršnjeg otoka. Usvojena je 2006. godine.